# Station Koekange
Koekange is een voormalige stopplaats aan Staatslijn C tussen Meppel en Groningen. De stopplaats van Koekange lag tussen de huidige stations van Meppel en Hoogeveen en was geopend van 1 mei 1870 tot 15 mei 1938 en van 1 mei 1940 tot 24 november 1940. De stopplaats had een stationsgebouw van twee verdiepingen. Er was tevens een laad- en losperron.
Na de sluiting van de halte bleef het stationsgebouw in gebruik als woning voor spoorwegpersoneel. Tevens werd er de bediening van seinen, wissels en de spoorbomen in ondergebracht. Nadat de laatste bewoners waren vertrokken, werd het stationsgebouw begin jaren 70 gesloopt; de seinwachter verhuisde naar een nieuwe wachtpost op het voormalige stationsterrein.
0,0: Meppel ·
4,6: Ruinerwold ·
8,4: Koekange ·
14,5: Echten ·
19,8: Hoogeveen ·
29,4: Wijster ·
33,7: Beilen ·
37,8: Oranjekanaal ·
40,5: Hooghalen ·
49,3: Assen ·
56,3: Oudemolen ·
60,1: Vries-Zuidlaren ·
66,4: De Punt ·
71,2: Haren ·
74,2: Groningen Europapark ·
76,9: Groningen